# Chi Cú mèo châu Mỹ
Cú mèo Mỹ (Megascops) là một chi chim cú mèo điển hình trong họ Cú mèo (Strigidae). Chúng là các loài cú mèo phân bố tại hầu khắp châu Mỹ từ Bắc Mỹ tới Nam Mỹ, được tách ra khỏi các loài cú mèo điển hình trong chi Otus, đóng vai trò sinh thái tương tự ở Cựu lục địa.
Nhìn chung các loài Cú mèo Mỹ có kích thước nhỏ tới trung bình (chiều dài 16–28 cm, cân nặng 60 -250 gram, sải cánh 40–60 cm), con mái thường lớn hơn con trống. Hầu hết trong số chúng có túm lông kiểu "tai" đặc trưng của các loài Cú mèo.
Các loài Cú mèo Mỹ là các loài chim săn mồi nhanh nhẹn, với đôi chân khỏe, móng vuốt sắc nhọn và mỏ cong. Con mồi của chúng bao gồm côn trùng, bò sát, động vật có vú nhỏ như dơi, chuột và các loài chim nhỏ khác.

## Các loài
Chi cú mèo Mỹ bao gồm khoảng 23 loài sau:
| STT | Tên khoa học               | Tên tiếng Việt         | Chiều dài (cm) | Khối lượng (g) |
| --- | -------------------------- | ---------------------- | -------------- | -------------- |
| 1.  | Megascops kennicottii      | Cú mèo Mỹ miền tây     | 21-24          | 90-250         |
| 2.  | Megascops seductus         | Cú mèo Balsas          | 24-27          | 150-174        |
| 3.  | Megascops cooperi          | Cú mèo Thái Bình Dương | 20-26          | 115-170        |
| 4.  | Megascops asio             | Cú mèo Mỹ miền đông    | 18-23          | 125-250        |
| 5.  | Megascops koepckeae        | Cú mèo Koepcke         | 20-24          | 110-148        |
| 6.  | Megascops roboratus        | Cú mèo Tây Peru        | 18-22          | 87-162         |
| 7.  | Megascops clarkii          | Cú mèo chân trần       | 23-25          | 130-190        |
| 8.  | Megascops barbarus         | Cú mèo râu             | 16-20          | 69             |
| 9.  | Megascops ingens           | Cú mèo hung            | 25-28          | 140-223        |
| 10. | Megascops colombianus      | Cú mèo Colombia        | 26-28          | 150-210        |
| 11. | Megascops petersoni        | Cú mèo Cinnamon        | 20-22          | 88-119         |
| 12. | Megascops marshalli        | Cú mèo rừng mây mù     | 20-23          | 107-115        |
| 13. | Megascops watsonii         | Cú mèo bụng hung       | 19-24          | 115-155        |
| 14. | Megascops guatemalae       | Cú mèo Trung Mỹ        | 20-23          | 91-123         |
| 15. | Megascops centralis        | Cú mèo Chocó           | 20-23          | 107            |
| 16. | Megascops roraimae         | Cú mèo chân đồi        | 20-23          | 105            |
| 17. | Megascops hoyi             | Cú mèo Yungas          | 23-24          | 115-145        |
| 18. | Megascops atricapilla      | Cú mèo đầu đen         | 22-23          | 115-160        |
| 19. | Megascops sanctaecatarinae | Cú mèo tai dài         | 25-28          | 155-211        |
| 20. | Megascops nudipes          | Cú mèo Puerto Rica     | 20-23          | 103-154        |
| 21. | Megascops trichopsis       | Cú mèo ria mép         | 17-19          | 70-121         |
| 22. | Megascops choliba          | Cú mèo nhiệt đới       | 21-25          | 100-160        |
| 23. | Megascops albogularis      | Cú mèo họng trắng      | 20-27          | 135-185        |